# Пропащі хлопці
«Пропащі хлопці» (англ. The Lost Boys) — американський надприродний комедійний фільм жахів 1987 року, знятий режисером Джоелем Шумахером за сценарієм Джеффрі Боамома, Дженіса Фішера і Джеймсома Джереміасома. До акторського складу увійшли Джейсон Патрік, Корі Хаїм, Кіфер Сазерленд, Корі Фельдман, Джеймі Герц та Даян Віст.

## Синопсис
Переїхавши до нового міста, двоє братів виявляють, що ця місцевість є притулком для вампірів.

## У ролях
| Актор           | Роль          |
| --------------- | ------------- |
| Джейсон Патрік  | Майкл Емерсон |
| Корі Хаїм       | Сем Емерсон   |
| Кіфер Сазерленд | Девід Паверс  |
| Брук Маккартер  | Пол           |
| Біллі Вірт      | Двейн         |
| Алекс Вінтер    | Марко         |
| Даян Віст       | Люсі Емерсон  |
| Корі Фельдман   | Едгар Фрог    |
| Джеймі Герц     | Стар          |
| Барнард Г'юз    | дідусь        |

## Виробництво

### Пре-виробництво
У новинах Variety від 5 березня 1985 року повідомлялося, що незалежна продюсерська компанія Producers Sales Organisation (PSO) купила сценарій «Пропащих хлопців» Дженіса Фішер і Джеймса Джереміаса за $400 000. Пізніше до проекту приєдналася компанія Warner Bros., яка взяла на себе дистрибуцію на внутрішньому ринку та деякі зарубіжні території.
Назва фільму є посиланням на персонажів оповідань Дж. М. Баррі про Пітера Пена, які, як і вампіри, ніколи не старіють. Джереміас сказав: «Я читав «Інтерв’ю з вампіром» Енн Райс в якому 200-річний вампір опинився в пастці в тілі 12-річної дівчинки. Оскільки Пітер Пен був однією з моїх найулюбленіших історій, я подумав: «А що, якщо причина, чому Пітер Пен виходив вночі, так і не подорослішав і не зміг літати, полягала в тому, що він був вампіром?» Спочатку фільм мав зняти Річард Доннер. Коли Доннер зайнявся іншими проектами, Джоел Шумахер був запрошений на роль режисера фільму, хоча Доннер залишився виконавчим продюсером. Шумахеру спало на думку зробити фільм більш сексуальним і дорослим, залучивши сценариста Джеффрі Боама, який переробив сценарій і збільшив вік персонажів. 

### Кастинг
Режисер Джоел Шумахер сказав, що у нього «один з найкращих [акторських складів] у світі. Вони - це те, що робить фільм». Джейсон Патрік був запрошений Шумахером на роль Майкла, але Патрік не був зацікавлений у зйомках у фільмі про вампірів і "багато разів" відмовлявся від цієї пропозиції. Зрештою, його підкорило бачення Шумахера і його обіцянка дозволити акторам зробити великий "творчий внесок" у створення фільму. За словами Кіфера Сазерленда, Патрік "зіграв дуже важливу роль" в адаптації сценарію з Шумахером і формуванні фільму.

### Зйомки
Більшу частину фільму знімали в Санта-Крус, з 2 червня 1986 року і до 23 червня 1986 року після 21 дня зйомок. Серед локацій - набережна Санта-Крус, заповідник Погоніп і навколишні гори Санта-Крус. Серед інших локацій - схил скелі на півострові Палос-Вердес в окрузі Лос-Анджелес,  долина в Санта-Кларіта біля Чарівної гори, де були зняті вступні кадри.

## Зовнішні посилання
- Пропащі хлопці на сайті IMDb (англ.)
- Пропащі хлопці на сайті AllMovie (англ.)